# Brachionopus leptopelmiformis
Brachionopus leptopelmiformis är en spindelart som beskrevs av Embrik Strand 1907. Brachionopus leptopelmiformis ingår i släktet Brachionopus och familjen fågelspindlar. Inga underarter finns listade.